# Махамбет Утемісов
Махамбет Утемісов (каз. Махамбет Өтеміс-ұлы); 1804 — 20 жовтня 1846 — казахський поет і один з керівників повстання казахів в 1836—1838 роках.
Герой національно-визвольної боротьби казахського народу. Махамбет Утемісов народився в 1804 році в Букеївській Орді, на території нинішньої Атирауської області.
Поет (акин), крім казахської, вільно володів російською та татарською мовами. Був побожною людиною, дуже добре обізнаний в Ісламі. Поет народився і жив в умовах нескінченних повстань і військових зіткнень, і раніше пера і домбри він взяв у руки меч і спис. І саму поезію Махамбета можна почасти розглядати як продовження його ратного мистецтва. Разом з Исатаєм Таймановим очолив повстанські загони, що вели боротьбу проти російських царських військ. Після поразки повсталих в битві у р. Акбулак, під час якої загинув Исатай Тайманов, втік на південь, де переховувався кілька років. Убитий в 1846 році найманими вбивцями.
Казахський поет і батир Махамбет є один з організаторів та ідеологів антиколоніального, народно-визвольного повстання казахського народу. Він народився місцевості Бекетай в Букеївській орді. Рано почав захоплюватися усною поетичною творчістю, його талант поета-імпровізатора знайшов багато прихильників в народній масі. Махамбет досяг загальної пошани не тільки красномовною поетичною майстерністю, але, в першу чергу, своєю мудрістю і людяністю, ці якості акина весь час виявлялися в його творах. Він у своїх віршах, головним чином, звертав увагу на соціально-психологічні аспекти казахського суспільства, на процеси, що відбуваються з простим народом, на справедливість і обман, на доброту і зло.
Махамбет своїм талантом і справедливістю завоював душі і серця простих людей. 1829—1831 рр.. Махамбет перебував в ув'язненні у в'язниці при Калмиковській фортеці, звільнившись, він приєднався до Ісатая Тайманова.
Махамбет Утемісов відіграв важливу роль у народному повстанні під керівництвом И. Тайманова, де він своїми віршами та авторитетом закликав народ на боротьбу свавіллям ханів царської влади. Ідеологія Утемісова будувалася на базі його творів, які оспівували свободу, справедливість, героїзм народних вождів, вони були глибоко патріотичними.
У 1838 після загибелі Ісатая, Махамбет з невеликим загоном проривається через російські війська і прямує до Хівінського ханства. Махамбет намагається знову організувати повстанців на боротьбу проти ворогів, але це йому не вдається. Він, таємно повернувшись до Букеївської орди, розпочав роботу з агітації селян проти хана і царя, однак, його знову заарештували і відправили до Оренбурга. В Оренбурзі його звільнили, попередивши про недопущення з його боку участі у заколоті.
На місці загибелі поета за 40 км від селища Індерборській в Атирауській області побудований Мазар-мавзолей. Щорічно у мавзолею проходять літературні читання за творами Махамбета.

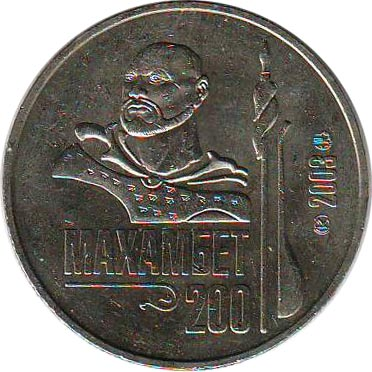
Пам'ятна монета Казахстану номіналом 50 тенге, присвячена 200-річчю з дня народження Махамбета

Ім'ям Махамбета названий райцентр в Атирауській області Казахстану.
2003 рік на честь 200-річчя поета за рішенням ЮНЕСКО був оголошений Роком Махамбета. До цієї дати в Атирау було встановлено пам'ятник Махамбета і Ісатая.